# František Hejl (1900)
František Hejl (3. července 1900 Horní Čermná – 26. ledna 1943 v 16.47 hodin zastřelen v koncentračním táboře Mauthausen) byl za Protektorátu Čechy a Morava cvičitel a činovník karlínského Sokola v Praze. Byl aktivně zapojený do ilegálního protiněmeckého sokolského odboje a náležel k nejbližším podporovatelům parašutistů skupiny Anthropoid. Spolu se svojí manželkou Miladou Hejlovou patřil k radikálním zastáncům útoku na zastupujícího říšského protektora R. Heydricha.

## Život
František Hejl se narodil 3. července 1900 v Horní Čermné v okrese Ústí nad Orlicí do českobratrské rodiny hostinského Josefa Hejla a jeho manželky Františky, roz. Balcarové. Absolvoval obchodní školu a poté sloužil v prvorepublikové československé armádě, kde dosáhl hodnosti kapitána dělostřelectva. Ve svém civilním povolání byl bankovním úředníkem; pracoval jako vrchní účetní u firmy Rustica (Rustika). Byl členem strašnického sboru církve českobratrské evangelické a velmi aktivním členem Sokola v Praze–Karlíně. Cvičitelem Sokola v pražském Karlíně se stal v říjnu 1922 a zájem o činnost v Sokole s ním sdílela i jeho budoucí manželka Milada Jasanská, s níž se v sokolské jednotě seznámil.
Milada Jasanská se narodila 1. března 1906 v Praze. Spolu se svým manželem patřila do skupiny nejbližších podporovatelů parašutistů výsadku Anthropoid. Dne 6. července 1931 se manželům Hejlovým narodila v Praze–Strašnicích prvorozená dcera Eva. O tři roky později (15. dubna 1934) v Praze přišla na svět jejich druhorozená dcerka Hana. Rodina Hejlova bydlela za protektorátu v pražských Strašnicích v nenápadné rodinné vilce se zahradou na adrese Pod Viktorkou číslo 4.

## Odboj
V karlínské sokolské jednotě se již od počátku nastolení protektorátu formovala podzemní organizace, která byla napojena na další ilegální složky domácího odboje. František Hejl (ve funkci 1. místonáčelníka Barákovy sokolské župy) patřil k rozhodujícím osobám, pod jejichž vedením se zformovalo jedno z aktivních středisek sokolské podpory parašutistů ze skupiny Anthropoid. Vila manželů Hejlových sloužila jako úkryt řady odbojářů v ilegalitě a také k úkrytu některých parašutistů. Objekt fungoval zároveň i jako jedno z center činnosti sokolské odbojové organizace Jindra.
Dalším místem setkávání sokolských odbojářů byl byt v činžovním domě na adrese Sokolovská 41/7, kde bydlel člen odbojové organizace Jindra MUDr. Břetislav Lyčka se svojí manželkou Františkou Lyčkovou. Na samém počátku roku 1942 se v bytě v Sokolovské ulici konala ilegální schůzka, jejímž tématem byla pomoc sokolské organizace Jindra parašutistům. Porady se zúčastnili (mimo jiné) František Pecháček, Emanuel Filípek, František Hejl a Antonín Oktábec. Jmenovaní členové odboje se na tomto místě scházeli častěji (naposledy zřejmě ještě několik dní před provedením útoku na R. Heydricha).
František Hejl v protiněmeckých ilegálních aktivitách spolupracoval s odbojáři, které dobře znal ze Sokola: s MUDr. Břetislavem Lyčkou, Václavem Novákem, Františkem Pecháčkem, Jaroslavem Piskáčkem a Janem Zelenkou-Hajským. Spolu s nimi významnou měrou podpořil parašutisty a byl též radikálním zastáncem úderu proti R. Heydrichovi. S parašutisty Janem Kubišem a Jozefem Gabčíkem spolupracoval Hejl již velmi brzy po jejich příchodu do Prahy začátkem roku 1942. František Hejl i Milada Hejlová se aktivně účastnili příprav na Heydrichovu likvidaci.

Spolupracovníci v odboji
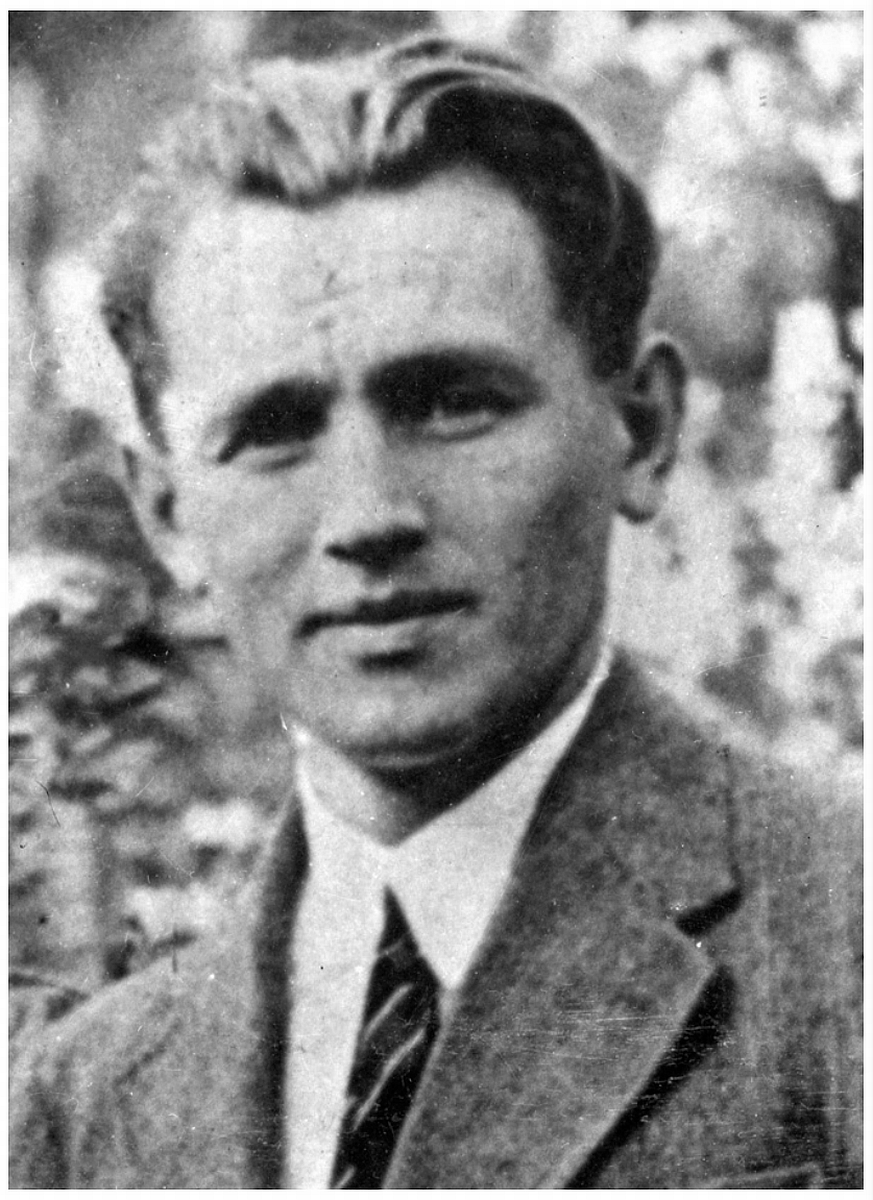
MUDr. Břetislav Lyčka
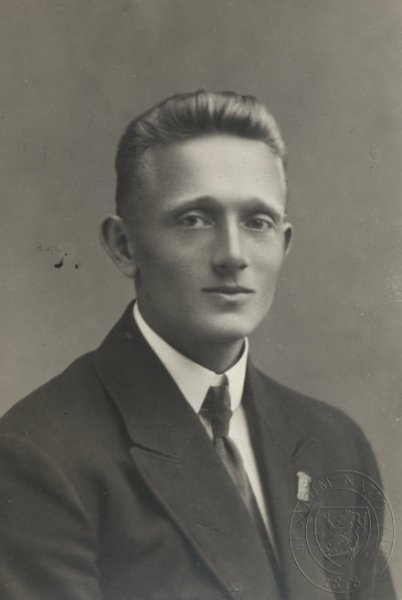
František Pecháček
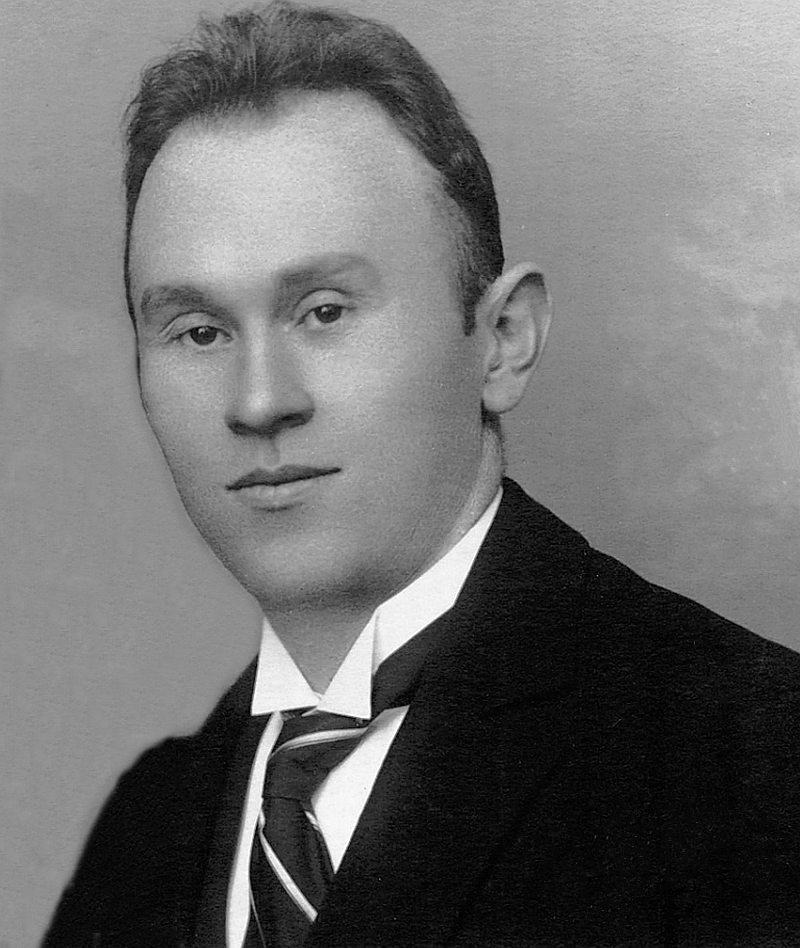
Jaroslav Piskáček
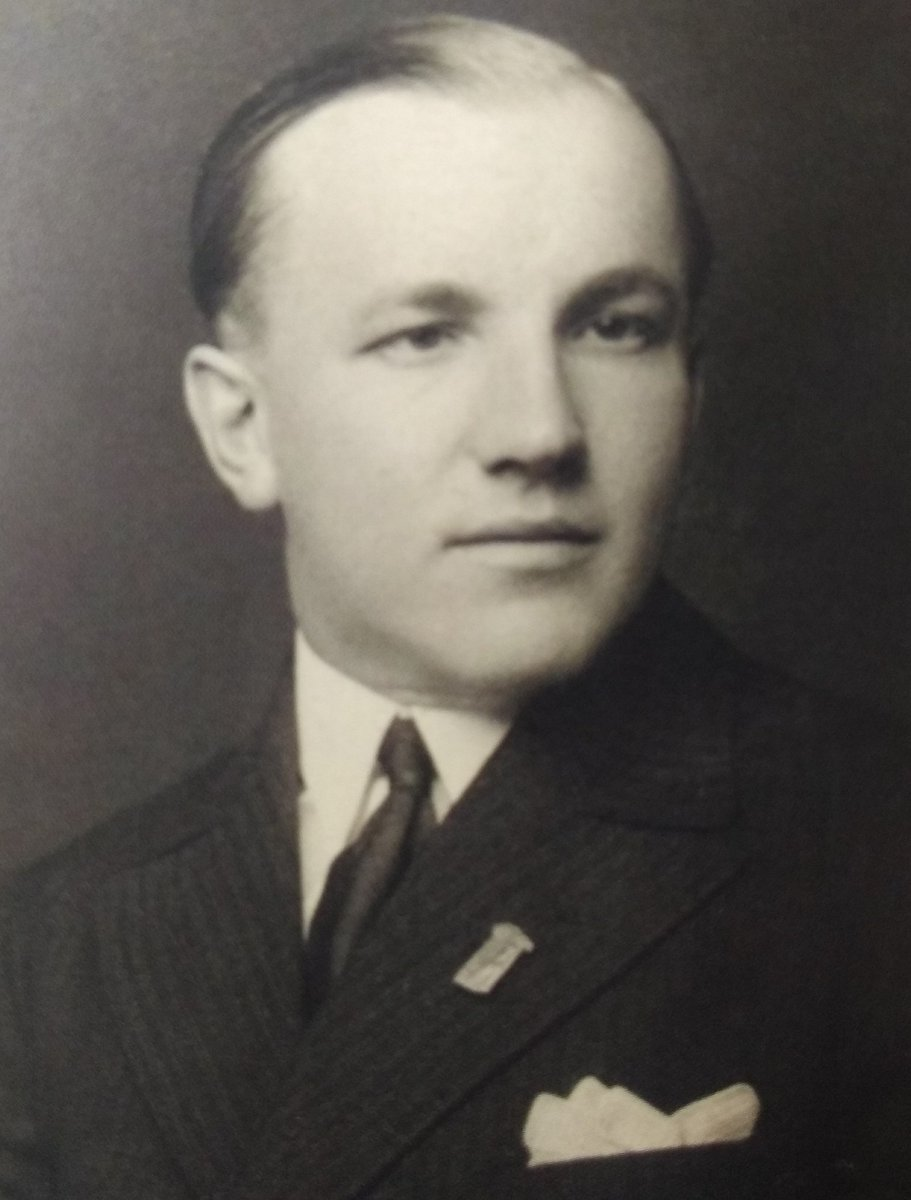
Antonín Oktábec
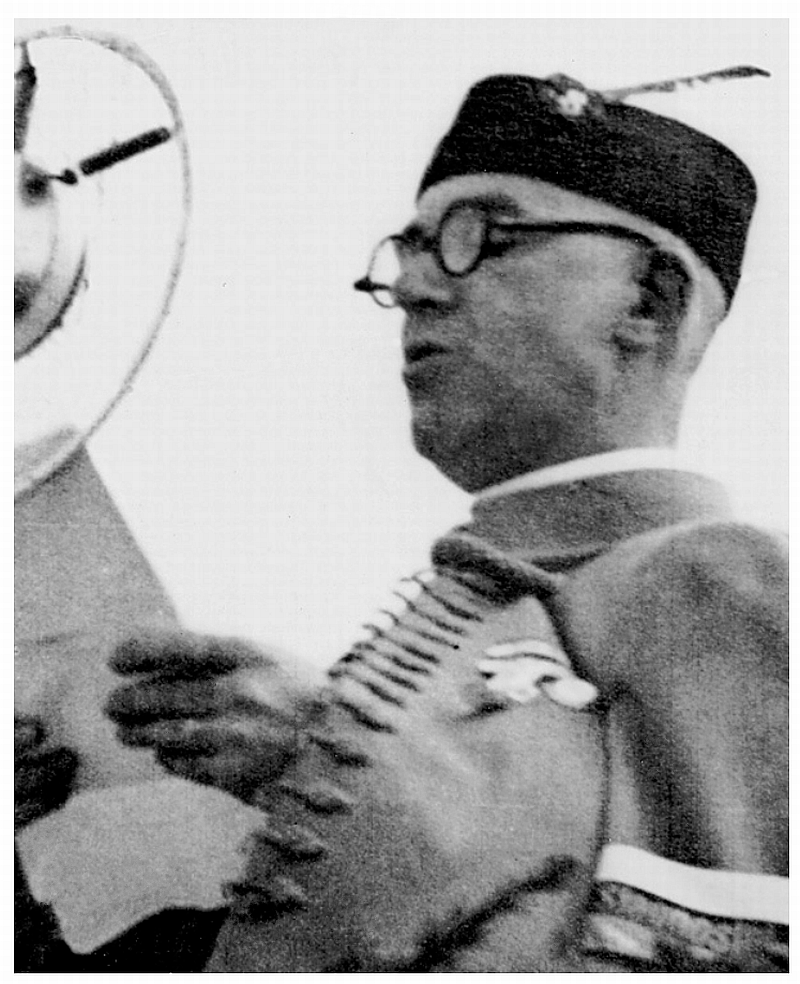
Jan Zelenka-Hajský
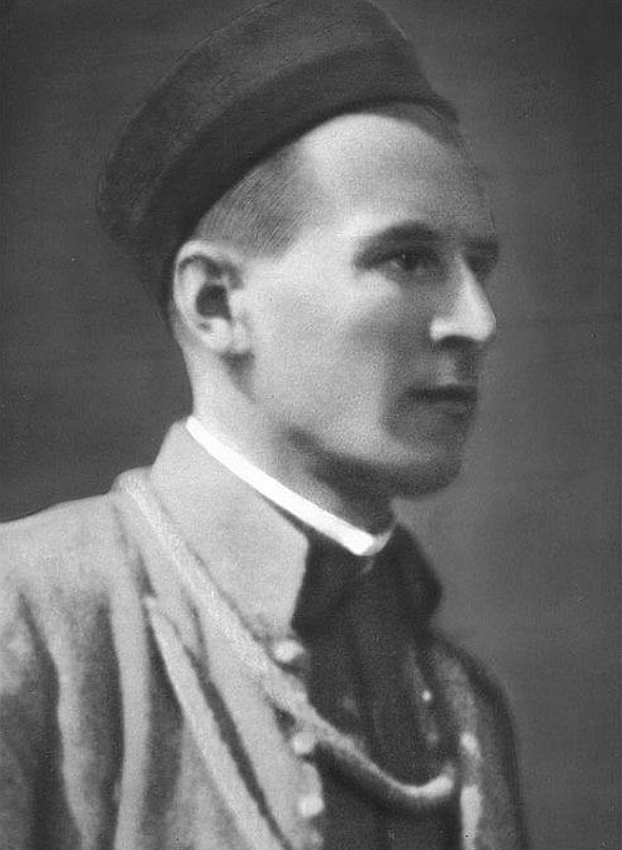
Bohuslav Strnad
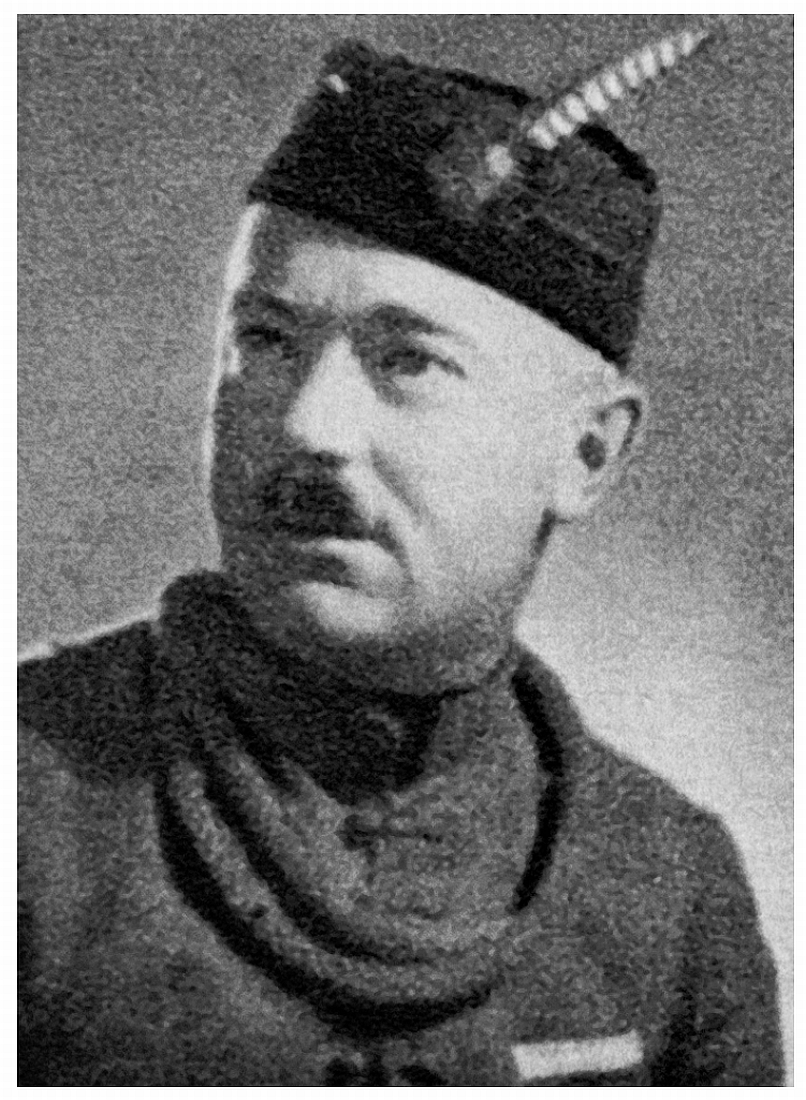
Emanuel Filípek

## Zatčení, výslechy, věznění, ...
Manželé Hejlovi byli v Praze zatčeni 14. července 1942. Ve stejný den (14. července 1942) byl zatčen i další podporovatel parašutistů a sokolský odbojář Antonín Oktábec a odbojář, podporovatel parašutistů a náčelník libeňského sokola Bohuslav Strnad. Pro Františka si přišlo gestapo do zaměstnání; Milada byla zatčena doma. Po prvním výslechu byli oba převezeni do vyšetřovací vazby na Pankrác.
Milada Hejlová byla do věznice gestapa v Malé pevnosti Terezín odsunuta z Prahy 26. srpna 1942. Hromadným transportem byla deportována 22. října 1942 do Koncentračního tábora Mauthausen, kde byla registrována 23. října 1942. Dne 24. října 1942 zde byla zastřelena v 9.46 hodin.
František Hejl byl rovněž odeslán 27. srpna 1942 do Malé pevnosti Terezín, ale zde byl kvůli dalším výslechům vězněn až do 15. ledna 1943. Stanný soud v Praze jej v nepřítomnosti 29. září 1942 odsoudil k trestu smrti. Dne 15. ledna 1943 byl převezen do koncentračního tábora Mauthausen, kde byl po deseti dnech věznění popraven výstřelem do týla 26. ledna 1943 v 16.47 hodin. Společně ve stejný den byl popraven identickým způsobem a na tomtéž místě i Antonín Oktábec.

## Dcery
Dcery manželů Hejlových – Eva a Hana – zůstaly po zatčení rodičů (14. července 1942) na zahradě před domem se zapečetěným bytem. Školou povinná děvčata byla v půlce prvního měsíce prázdnin a tak jim babička z matčiny strany zajistila náhradní ubytování na několik dní u sousedů – rodiny Kadeřábkových, kteří měli dcery v podobném věku. Do Horní Čermné, kde měly dívky babičku a dědečka, odcestovat nemohly, neboť to bylo v Sudetech, kam se mohlo jen na povolení. Následně trávily dívky letní čas až do konce prázdnin pobytem u rodinných přátel a bývalé chůvy Emy v Jaroměřicích nad Rokytnou na Moravě. (Prahu směly opustit jen pod podmínkou, že gestapo bude informováno o místech jejich letního pobytu.) Pro nejnutnější věci denní potřeby se dívky do zapečetěného bytu před svým odjezdem z Prahy dostaly jen díky dobré vůli jednoho příslušníka gestapa, který stranil odboji. Když koncem prázdnin 28. srpna 1942 dojely vlakem zpět na Denisovo nádraží v Praze, byly tam zadrženy gestapem.
Eva a Hana byly vězněny ve speciální věznici gestapa (dětský domov s tvrdým režimem) v Praze na zámečku na Jenerálce. Spolu s dalšími dětmi odbojářů a podporovatelů parašutistů prošly obě internačním táborem ve Svatobořicích a pracovním táborem v Plané nad Lužnicí, kde se v květnu 1945 dočkaly konce druhé světové války.

## Po druhé světové válce
Prezident Edvard Beneš udělil Františku Hejlovi a jeho manželce Miladě Hejlové in memoriam československý válečný kříž.

## Připomínka
- Jeho jméno i jméno jeho manželky jsou uvedena na pamětní desce Obětem 2. světové války, umístěné v budově strašnického sboru Českobratrské církve evangelické na adrese Praha 10, Kralická 1001/4. Na desce je nápis: "PAMÁTCE NAŠICH PADLÝCH A UMUČENÝCH 1939 -1945 FAUL FRANTIŠEK, HÁJEK VLADIMÍR, HEJL FRANTIŠEK, HEJLOVÁ MILADA, HERZÁNOVÁ OTILIE, JELÍNEK RUDOLF, PAVLÍČEK JAN, ŠOLC MILOŠ, VINŠ FRANTIŠEK, VIRT OTAKAR, VOJTĚCHOVSKÝ MIROSLAV, ZDRCHANÝ KAREL. ČESKOBRATRSKÝ EVANGELICKÝ SBOR V PRAZE XIII."[16]
- Po Františkovi Hejlovi a jeho manželce byla ve "čtvrti Emila Kolbena" v Praze 9 Vysočanech pojmenována ulice Hejlových.[17]
- Jeho jméno (Hejl František 3.7.1900) i jméno jeho manželky (Hejlová Milada roz. Jasanská *1.3.1906) jsou uvedena na pomníku při pravoslavném chrámu svatého Cyrila a Metoděje (adresa: Praha 2, Resslova 9a). Pomník byl odhalen 26. ledna 2011 a je součástí Národního památníku obětí heydrichiády.[18][19][20]

## Galerie

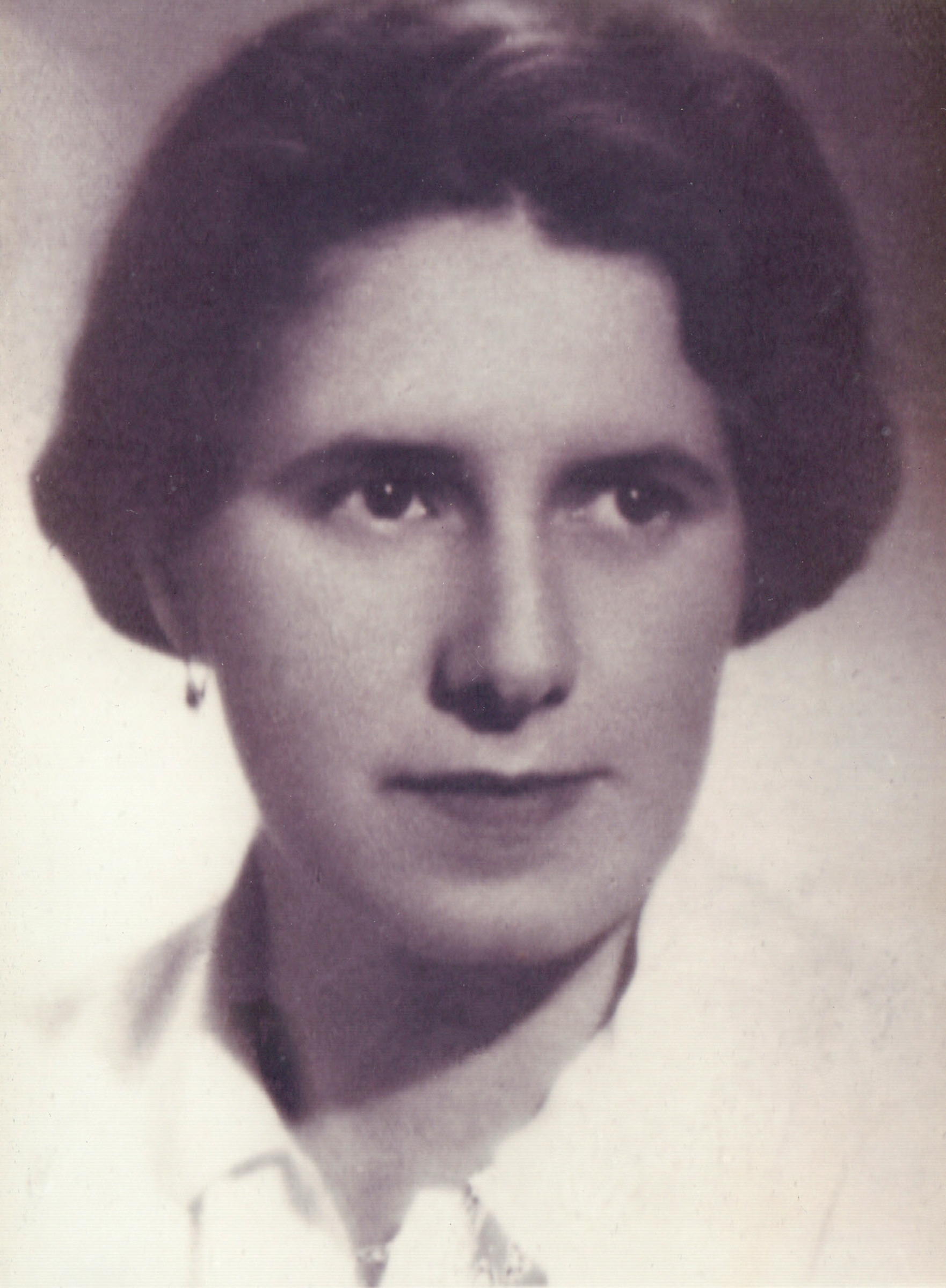
Jeho manželka Milada Hejlová
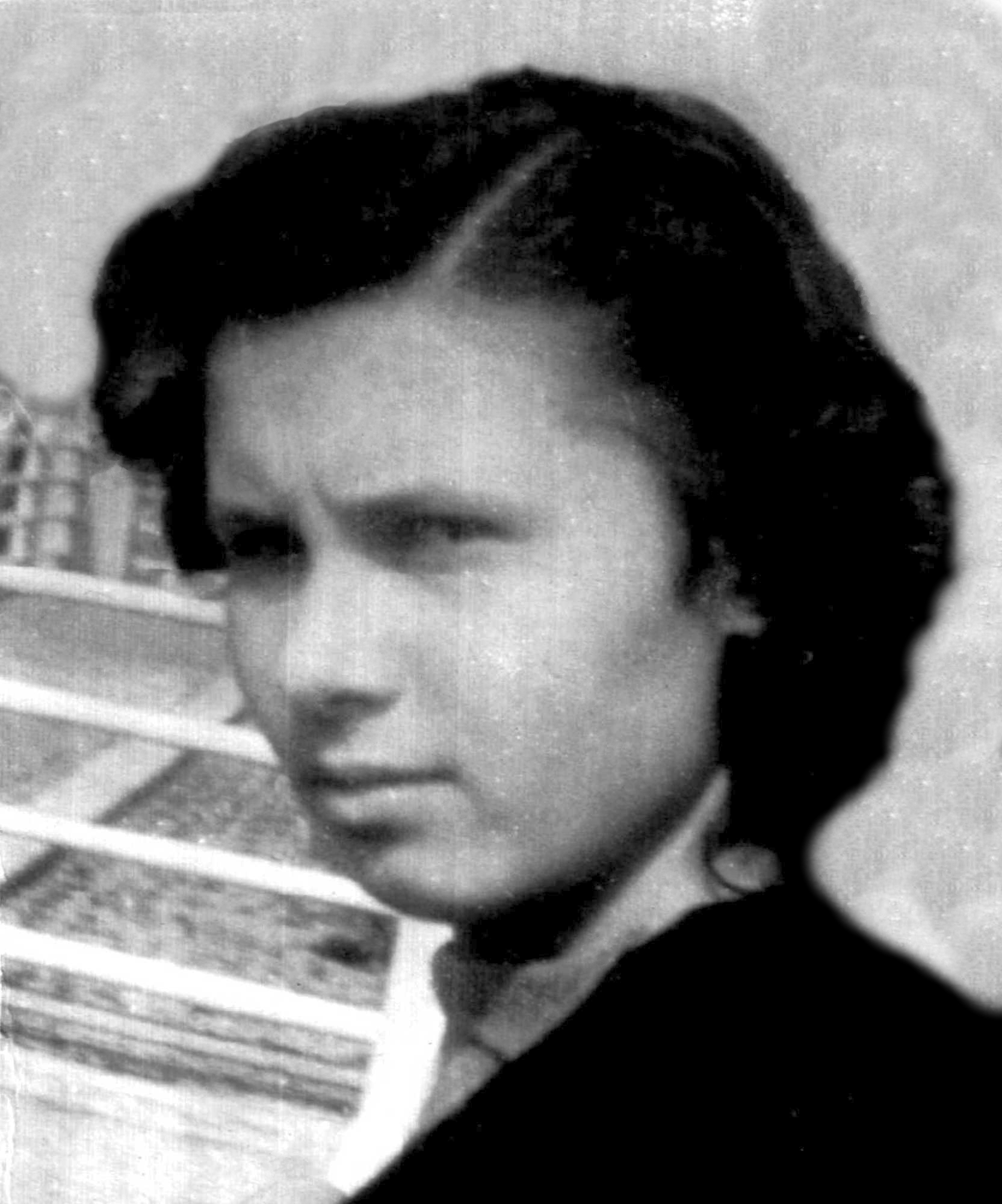
Jeho starší dcera Eva (* 1931)
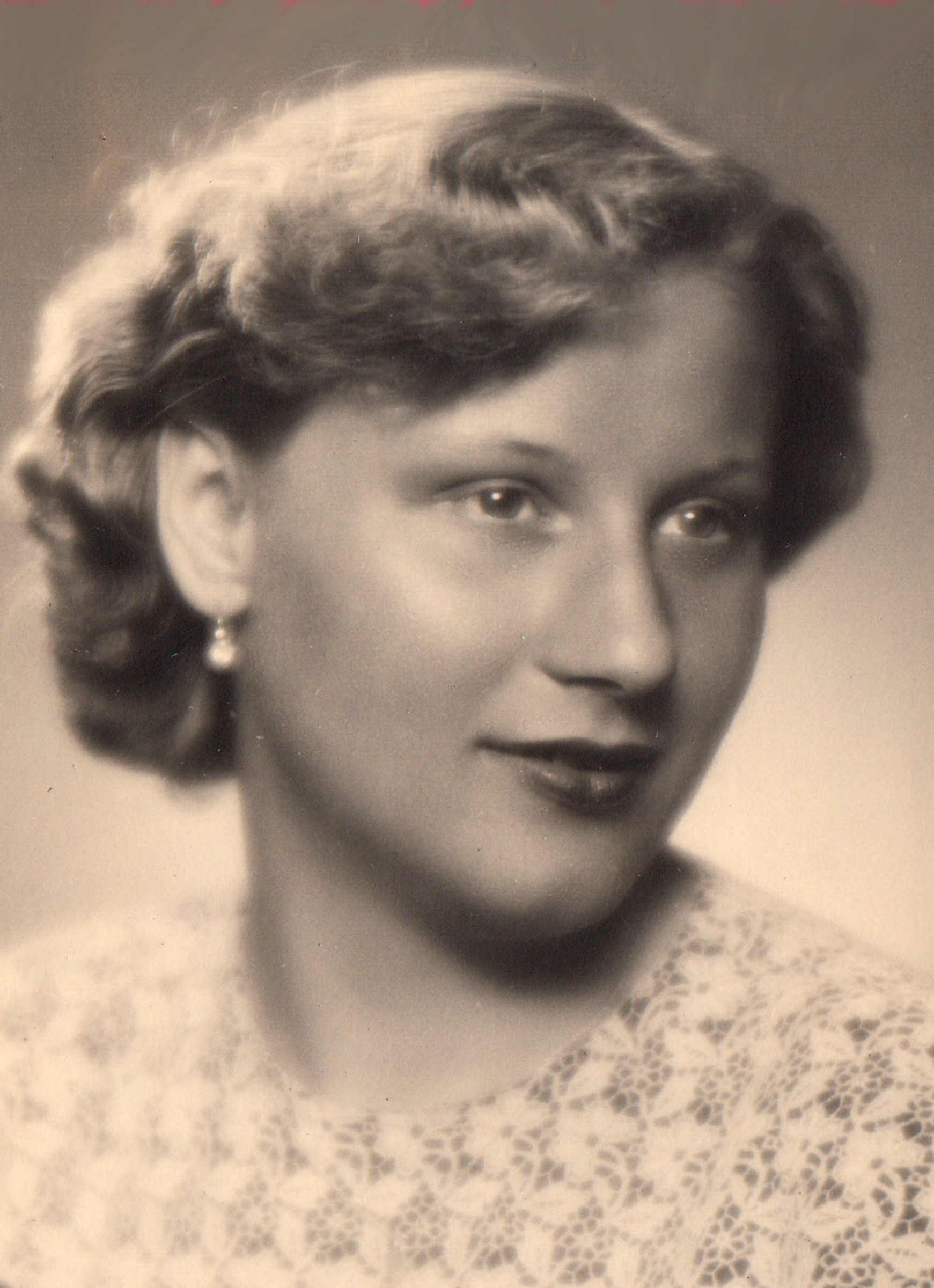
Jeho mladší dcera Hana (* 1934)
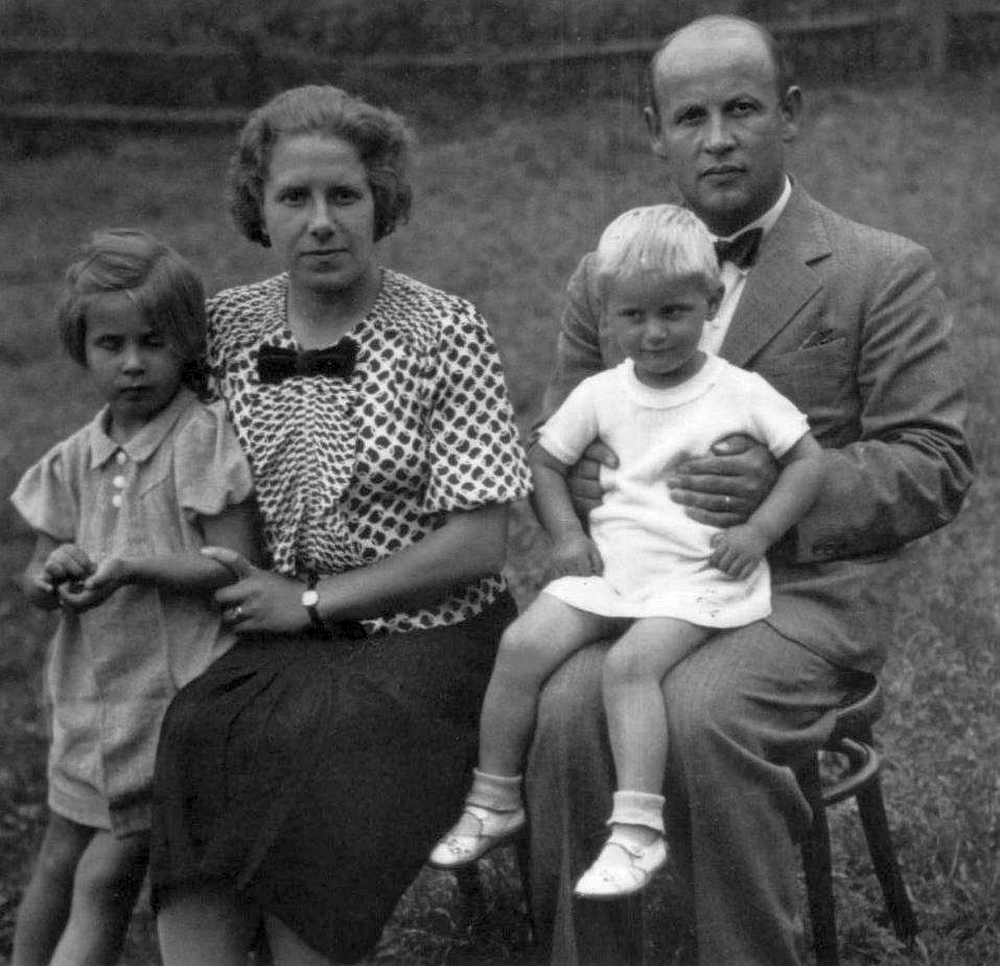
František a Milada Hejlovi se svými dcerami Evou a Hanou
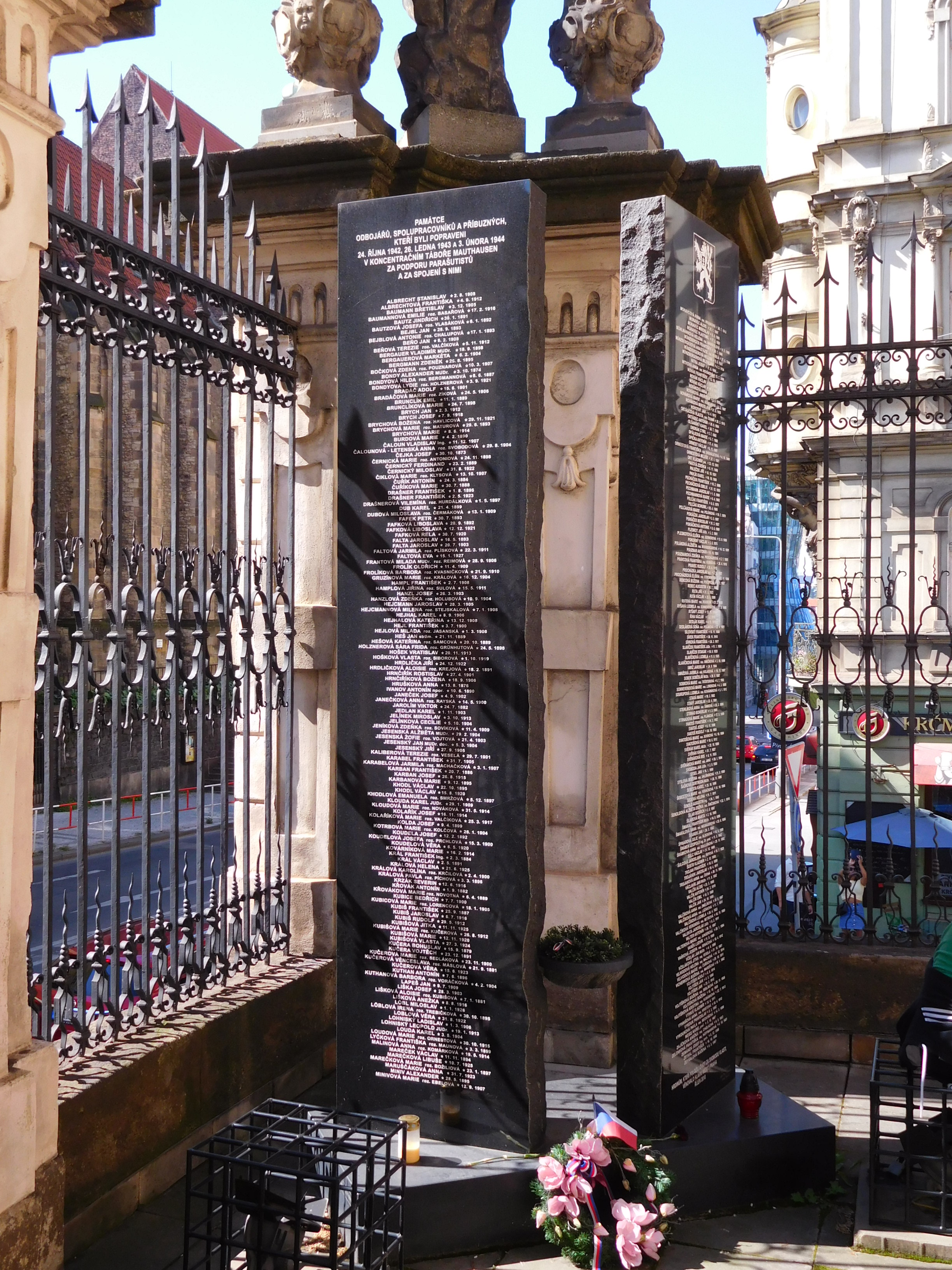
Pomník odbojářům popraveným a umučeným v souvislostí s operací Anthropoid (Resslova ulice)